# آمدیچی
آمدیچی (به لاتین: Amedichi) یک رود در روسیه است که در یاقوتستان واقع شده‌است.